# Richard Muth
Pour les articles homonymes, voir Muth.
Richard Muth, né en 1927 et mort le 10 avril 2018, est un professeur d'économie à l'Université de Chicago, considéré comme l'un des trois pères fondateurs de la nouvelle économie urbaine avec William Alonso et Edwin Mills à la suite de son ouvrage de 1969, Cities and housing.